# Dalpe
Dalpe est une commune suisse du canton du Tessin, située dans le district de Léventine.

Photo aérienne (1954).